# كولن أودونوغو
كولن أودونوغو (بالإنجليزية: Colin O'Donoghue )‏ (و. 1981  م) هو مغني، وممثل مسرحي، وممثل أفلام أيرلندي، يستخدم آلات قيثارة.

## التعليم
تعلم في Gaiety School of Acting ‏.

## وصلات خارجية
- كولن أودونوغو على موقع IMDb (الإنجليزية)
- كولن أودونوغو على موقع ألو سيني (الفرنسية)
- كولن أودونوغو على موقع ميوزك برينز (الإنجليزية)
- كولن أودونوغو على موقع تيرنر كلاسيك موفيز (الإنجليزية)
- كولن أودونوغو على موقع أول موفي (الإنجليزية)
- كولن أودونوغو على موقع قاعدة بيانات الأفلام السويدية (السويدية)
- كولن أودونوغو على موقع قاعدة بيانات الفيلم (الإنجليزية)
- كولن أودونوغو على موقع كينوبويسك (الروسية)